# Caves Codorniu
Les caves Codorniu de Sant Sadurní d'Anoia constitueixen un important edifici del modernisme català que té la qualificació de monument historicoartístic nacional. Van ser construïdes per l'arquitecte Josep Puig i Cadafalch entre els anys 1902 i 1915. La visita turística a aquestes caves, tant per part de centres educatius com del públic en general, té una llarga tradició. El conjunt és una obra declarada bé cultural d'interès nacional.

## Descripció
El conjunt del mas i les caves Codorniu fou totalment renovat a principis del segle XX per Josep Puig i Cadafalch dins l'estètica modernista. Puig construí el porxo de premses, el celler gran i el pavelló d'expedicions (1904), i refeu la masia o Torre de Can Codorniu (1906).
La casa Codorniu és un casal aïllat, bastit sobre l'antiga masia, i voltat de jardins que el separen de les construccions industrials. És de caràcter neo-medievalista, amb una clara voluntat de conferir una imatge de prestigi. Consta de soterrani, planta baixa, pis i golfes, amb una torre circular en un angle, amb coberta cònica d'escates vidriades. Té també adossades dues petites torrelles de característiques similars. A les golfes s'obre una galeria d'arcs de mig punt. Hi ha un pati interior, amb columnes i arcs, cobert amb una volta de canó rebaixat, de vidre imprès. Guarda un ric mobiliari.

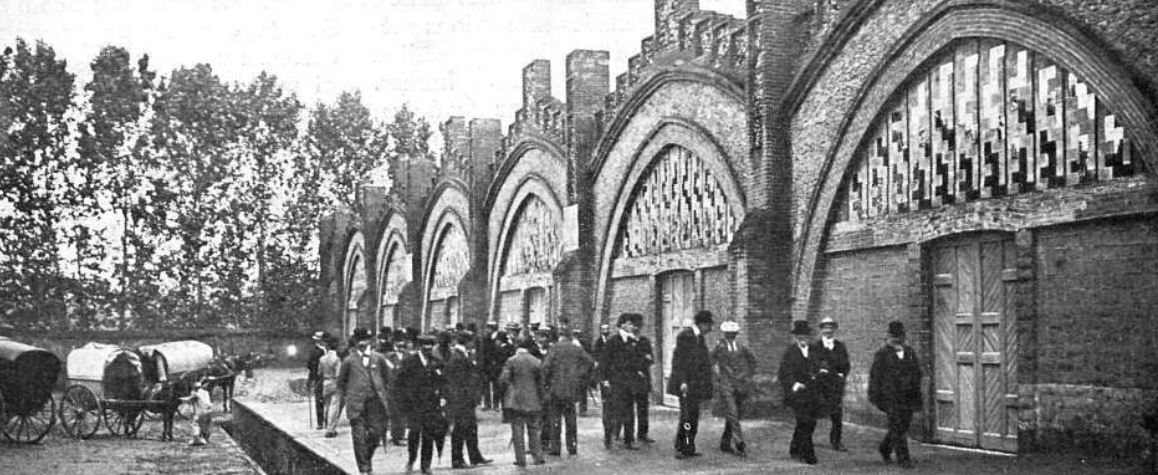
Any 1911

El porxo de premses és una construcció de planta rectangular, format per successives voltes de full de rajol sobre arcs diafragma de mig punt. La façana té arcs apuntats i el coronament esglaonat. En destaca, com a la resta d'edificis, la utilització del maó vist, la pedra i el trencadís verd.
Al seu costat hi ha el celler gran, ampliat modernament amb noves construccions de l'arquitecte Lluís Bonet i Garí. És de planta rectangular, coberta amb volta de full de rajol, sostinguda per bigues de gelosia o per tres arcs de mig punt sobre pilars, que suporten els arcs torals de rajol de les voltes. Els finestrals són de gelosia.
El pavelló d'expedicions és situat prop de l'entrada principal de les caves. És una gran nau de planta rectangular, coberta amb volta de full de rajol sobre arcs torals parabòlics amb llunetes. Les obertures són també d'arc parabòlic, i hi ha pinacles entre les llunetes.
El conjunt es completa amb edificacions més recents, que no desdiuen de les anteriors, i unes enormes caves subterrànies.

## Història

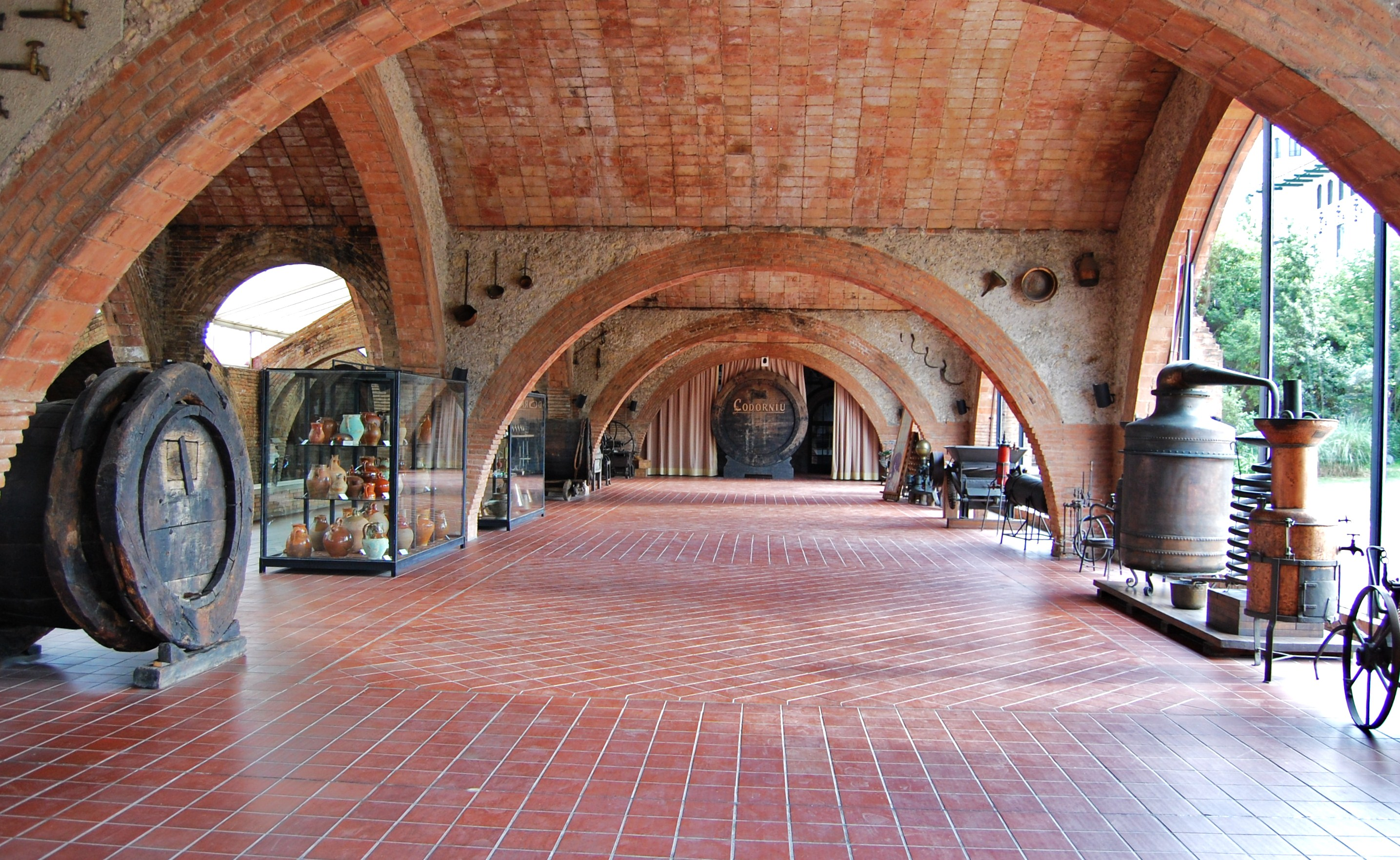
Museu de les Caves Codorniu

Can Codorniu és una antiga masia situada a la dreta de l'Anoia, que des del darrer quart del segle xix constitueix l'empresa més antiga i una de les més importants de la producció xampanyera del país. La masia, tradicionalment dedicada a la producció vinícola, és documentada des del 1551, i pertanyia a la família Codorniu. A mitjan segle xvii una pubilla del mas es casà amb Miquel Raventós, també d'una família vinyatera de la comarca. El 1872 Josep Raventós i Fatjó inicià l'elaboració de vins escumosos, a l'estil del xampany francès, i el 1885 el seu fill Manuel Raventós i Domènech fundà l'empresa actual, les instal·lacions de la qual foren renovades completament a principis d'aquest segle per l'arquitecte Josep Puig i Cadafalch.